# Machinae Supremacy
Machinae Supremacy — рок-гурт з шведського міста Лулео, що поєднує хеві-метал і альтернативний рок з чиптюнами, музикою, де всі звуки генеруються за допомогою звукових мікросхем ігрових приставок або комп'ютера. Гурт визначає свій стиль як «SID metal», бо у багатьох треках використовує електронний музичний інструмент SidStation, оснований на чипі звукогенератора SID (Sound Interface Device) з Commodore 64. Значна кількість треків була розміщена для безкоштовного скачування на сайті гурту — 32 оригінальні композиції, які були завантажені понад 3 мільйонів разів тільки за 2006 рік.
Deus Ex Machinae, перший комерційний альбом гурту, вийшов у 2004 році зусиллями MbD Records UK. Наразі у гурту підписано контракт з Spinefarm Records, разом з яким у 2006 вийшов альбом Redeemer і у 2008 альбом Overworld. 3 листопада 2010 року вийшов четвертий альбом A View From The End of The World. 19 жовтня 2012 року відбувся реліз п'ятого альбому Rise of a Digital Nation. Приблизно за тиждень до виходу альбом потратив до мережі.

## Склад гурту
Діючі учасники гурту
- Роберт «Gazz» Стьернстром — вокаліст (2000- …), гітара (2000—2006,2011- …)[3]

Народився 6 травня 1978 року. Вокаліст і формальний лідер гурту. Виконав більшість графічного оформлення, в тому числі альбомного. Раніше брав участь в Garden of Concrete, Masugn, FLAK. Один з головних продюсерів Hubnester Industries.
- Йонас «Gibli» Рерлінг — ведуча гітара (2000- …)[3]

Народився 6 травня 1978 року. Вокаліст і формальний лідер гурту. Виконав більшість графічного оформлення, в тому числі альбомного. Раніше брав участь в Garden of Concrete, Masugn, FLAK. Один з головних продюсерів Hubnester Industries.
- Андреас «Gordon» Гердін — ритм-гітара (2006—2011), клавішні (2000—2006), бас-гітара (2011- …)[3]

Народився 11 січня 1976 року. Записував коммодорівсбкі чиптюни для треків за допомогою SidStation, також використовуючи традиційні клавішні аж до 2006 року, коли замістив Роберта на позиції гітариста. Тепер встав на місце бас-гітариста. Використовував Jackson DXMG і Peavey 5150. Директор Hubnester Industries і, по суті, самого гурту.
- Ніклас Карвонен — ударні (2009- …)[3]

5 грудня 2012 року на своїй офіційній сторінці в Facebook гурт оголосила про «поповнення»: до колективу приєднався гітарист Tomi Luoma з гурту Kill The Romance.
- Томі Луома — ведуча гітара (2012-…)[1][3]

Колишні учасники гурту
- Каль Геллмер — бас-гітара (2000—2005)
- Тоббе — ударні (2000—2002)
- Йоган «Poe» Паловаара — бас-гітара (2005—2007)
- Томас «Tom» Нільсен — ударні (2002—2009)
- Йоган «Dezo» Гедлюнд — бас-гітара (2007—2011)

## Історія гурту

### Витоки: 2000—2001
Machinae Supremacy була утворена влітку 2000 року Робертом Стьярнстромом, Калом Хеллмером і Йонасом Рорлінгом. Назва гурту існувала і до цього, але тільки кілька місяців потому гурт визначився зі специфічним стилем, якого вони хотіли дотримуватися. Андреас Гердін, давній друг Рорлінга приєднався як клавішник, Тоббе — як ударник. Разом вони записали свій перший трек, Cryosleep.
Визначаючись з оригінальним стилем і будучи шанувальниками Commodore 64, вони зупинилися на використанні його мікросхеми SID в створюваній музиці. Цей стиль згодом був визначений учасниками, як SID Metal. У своїй музиці вони спробували передати резонанс, викликаний упевненістю в собі, просвітництвом в житті людей, в їх здатності керувати своїм життям.

### Промо: 2001—2003
Гурт зрозумів, що Інтернет — найкращий спосіб розширення кола слухачів, відмовившись від традиційного відсилання демонстраційних треків звукозаписним лейблам. 2001 року був запущений офіційний сайт, що надає дев'ять безкоштовних композицій.
Machinae Supremacy спробували достукатися до спільноти Commodore 64, в спробі зібрати більше шанувальників. У цей період вийшов трек The Great Gianna Sisters, ремікс заголовної теми однойменної гри, написаний Крісом Галсбеком. Розміщення цього треку на різних сайтах, присвячених реміксам ігрової музики Commodore 64, принесло гурту перший успіх, збільшений згодом серією Sidology. Водночас Machinae Supremacy вперше виступили за кордоном, в нічному клубі в Сохо, в рамках Back In Time Live.
Протягом 2001 року Стьернстром і Геллмер разом зі своїм другом Томі Тауряйненом утворили короткостроковий панк-рок проєкт FLAK. З метою позначення своєї політичної позиції, вийшло всього три треки, частина яких згодом вплинула на творчість Machinae Supremacy.
У 2002 році Тоббе покинув гурт і його замінив Томас Нільсен, який виступав з Робертом в Garden Of Concrete, і був його колишнім давнім товаришем. Протягом наступних кількох років вони випустили 25 безкоштовних треків — близько двох альбомів гідного матеріалу — перед тим, як почали працювати над своїм першим студійним альбомом.

### Deus Ex Machinae: 2004—2005
У травні 2004 року гурт анонсував вихід свого першого комерційного альбому Deus Ex Machinae за участю Music By Design Records (MbD). Перший тисячний тираж альбому розійшовся протягом року, що призвело до випуску другого тиражу у 2005 році. Незабаром після його релізу, MbD припинила продажу і Machinae Supremacy залишилися без звукозаписного лейблу для наступного альбому, що знаходився в розробці. Цей альбом не побачив світ аж до 2006 року.
Протягом 2004 року гурт взяв участь в ряді сторонніх проєктів. Вони працювали над саундтреком до гри Jets'n'Guns, що випускався RakeInGrass. Цей саундтрек був викладений для безкоштовного скачування 4 грудня 2004 року. Водночас три їх трека ввійшли в серію музичних ігор In the Groove: Hybrid, Bouff, і Cryosleep.
2005 рік видався відносно тихим — гурт сфокусувався на завершенні другого альбому і пошуку його видавця. Трек Ghost (Beneath The Surface) вийшов, як виключений з майбутнього альбому і його вельми добре зустріли слухачі. Далі гурт співпрацював з німецьким ігровим виданням GameStar і випустив два треки: Loot Burn Rape Kill Repeat (25 червня, для WoW special) і Multiball (20 листопада, для Battlefield2 special).
Пізніше, в цьому ж році, Геллмер переїхав з Лулео, і не зміг далі перебувати у складі гурту. Його замінив Йоган Паловаара.

### Redeemer: 2006—2007
На початку 2006 року, а саме 9 січня, гурт остаточно завершуючи серію Sidology, випустила трек Sidology Episode II — Trinity. Крім того, була анонсована дочірня компанія Hubnester Industries, що займається саундтреками. 2006 рік став поворотним моментом в історії Machinae Supremacy, він відзначився незалежним випуском 18 березня другого комерційного альбому гурту — Redeemer, який поширювався через їх власний сайт. Однак пізніше, 27 вересня, було оголошено про підписання контракту з Spinefarm Records.

### Overworld: 2007—2010
9 жовтня, незабаром після виходу першого відеокліпу гурту на пісню Through the Looking Glass, стало відомо про вихід Йогана «Poe» Паловаара зі складу гурту. Як з'ясувалося пізніше, це було пов'язано з його небажанням грати в таких проєктах як Play! і «розбіжністю в пріоритетах». Його місце в якості бас-гітариста зайняв Йоган «Dezo» Гедлюнд.
Протягом 2007 року музичний колектив працював над третім альбомом Overworld, періодично повідомляючи про поточний стан на офіційному форумі. Наприкінці листопада на фінській радіостанції YleX відбулася прем'єра синглу з нового альбому, кавера Britney Spears Gimme More. Сам альбом вийшов 13 лютого 2008 року. Після редизайну офіційного сайту гурту розміщені там аудіофайли у форматі Ogg Vorbis були замінені на файли в форматі стиснення без втрат FLAC. У жовтні гурт випустив кавер-версію заголовної теми з гри Bionic Commando.
У серпні 2009 року гурт з «особистих причин» покинув ударник Томас Нільсен. У жовтні на його місце прийшов Ніклас Карвонен.

### A View From The End Of The World: 2010—2012
4 жовтня на офіційному сайті колективу з'явилося повідомлення: 
 Від нас не було новин якийсь час і не без підстав. Ми записували наш наступний альбом, A View From The End Of The World, який вийде 3 листопада 2010 на Spinefarm Records. 
 Протягом місяця після появи повідомлення гурт «підігрівав» інтерес слухачів, періодично викладаючи окремі композиції («Force Feedback», «Nova Prospekt», «Rocket Dragon», «Shinigami» і «The Greatest Show on Earth»). 3 листопада 2010 року вийшов альбом. Незабаром після виходу альбому, музиканти повідомили, що у них зібралася маса нового матеріалу, який покладе початок наступного альбому.

### Rise Of A Digital Nation: 2012
Альбом вийшов 19 жовтня 2012 року на лейблі Spinefarm Records. Гурт в ході туру на підтримку нового альбому побував і в Росії 30 листопада в Санкт-Петербурзі, 1 грудня — в Москві.

## Дискографія

### Вебографія[4]
Композиції, викладені на офіційному сайті гурту і відомі також як «Promo».
| 2001 - «Anthem Apocalyptica» — 3:25 - «Arcade» — 5:50 - «Fighters from Ninne» — 3:05 - «Follower» — 3:18 - «The Great Gianna Sisters» — 4:34 - «Hero» — 4:26 - «I Turn to You» — 5:19 - «March of the Undead Part II» — 4:30 - «Missing Link» — 4:34 - «Origin» — 4:39 - «Sidstyler» — 3:15 - «The Wired» — 4:42 - «Timeline» — 4:37 2002 - «Attack Music» — 3:45 - «Earthbound» — 4:50 - «Hubnester Inferno» — 4:15 - «Hybrid» — 3:56 - «Kings of the Scene» — 3:29 - «Masquerade» — 4:54 - «Nemesis» — 4:57 - «Sidology 1 — Sid Evolution» — 5:48 - «Sidology 3 — Apex Ultima» — 7:00 - «Winterstorm» — 3:59 | 2003 - «Bouff» — 3:16 2004 - «Cryosleep» — 5:49 - «Legion of Stoopid» — 4:52 - «Soundtrack to the Rebellion» — 5:56 2005 - «Ghost (Beneath the Surface)» — 5:15 - «Loot Burn Rape Kill Repeat» — 2:41 - «Multiball» — 6:45 - «Steve's Quest» — 3:21 2006 - «Sidology 2 — Trinity» — 12:50 2007 - «Fury 2007» — 5:10 2008 - «Bionic Commando» — 1:57 |

### Альбоми[4]
| Назва                                      | Дата виходу       | Примітка                     | Лейбл                                           |
| ------------------------------------------ | ----------------- | ---------------------------- | ----------------------------------------------- |
| Deus Ex Machinae                           | 01 травня 2004    | Перший студійний альбом      | MbD Records UK / Hubnester Industries (reprint) |
| Jets'n'Guns Soundtrack                     | 04 грудня 2004    | Саундтрек до гри Jets'n'Guns | Незалежний інтернет-реліз                       |
| Redeemer                                   | 18 березня 2006   | Другий студійний альбом      | Hubnester Industries / Spinefarm Records        |
| Overworld                                  | 13 лютого 2008    | Третій студійний альбом      | Spinefarm Records                               |
| A View From the End of The World           | 03 листопада 2010 | Четвертий студійний альбом   | Spinefarm Records                               |
| The Beat of Our Decay Collection 2006—2010 | 11 червня 2011    | Збірник                      | Незалежний інтернет-реліз                       |
| Rise of a Digital Nation                   | 19 листопада 2012 | П'ятий студійний альбом      | Spinefarm Records                               |
| Phantom Shadow                             | 22 серпня 2014    | Шостий студійний альбом      | Spinefarm Records                               |
| Into the Night World                       | 16 грудня 2016    | Сьомий студійний альбом      | Hubnester Records                               |

### Інші релізи[4]
| * CrapPack (2004, колекція невиданих композицій) | * CrapPack (2004, колекція невиданих композицій)                  | * CrapPack (2004, колекція невиданих композицій) |
| #                                                | Назва                                                             | Тривалість                                       |
| ------------------------------------------------ | ----------------------------------------------------------------- | ------------------------------------------------ |
| 1.                                               | «Bouff» (Original .xm of Bouff)                                   | 1:07                                             |
| 2.                                               | «Chuck Rock» (Theme tune of video game Chuck Rock)                | 2:39                                             |
| 3.                                               | «Derelict Intro»                                                  | 2:00                                             |
| 4.                                               | «Metallica Ain't That Leet» (Beginning of the guitar solo of One) | 0:07                                             |
| 5.                                               | «Origin (v2)»                                                     | 4:45                                             |
| 6.                                               | «Sidstyler Tricky»                                                | 3:11                                             |
| 7.                                               | «Smooth» (Original .xm of Hero)                                   | 4:24                                             |
| 18:13                                            |                                                                   |                                                  |

| * Live in Lappfejden (2004, записи концертних виступів) | * Live in Lappfejden (2004, записи концертних виступів) | * Live in Lappfejden (2004, записи концертних виступів) |
| #                                                       | Назва                                                   | Тривалість                                              |
| ------------------------------------------------------- | ------------------------------------------------------- | ------------------------------------------------------- |
| 1.                                                      | «Blind Dog Pride»                                       | 5:57                                                    |
| 2.                                                      | «Fury»                                                  | 5:11                                                    |
| 3.                                                      | «Hero»                                                  | 4:23                                                    |
| 4.                                                      | «Insidious»                                             | 5:02                                                    |
| 5.                                                      | «Origin»                                                | 4:07                                                    |
| 6.                                                      | «Winterstorm»                                           | 3:39                                                    |
| 28:19                                                   |                                                         |                                                         |

| * Origin (2008, збірка композицій, викладених на сайті) | * Origin (2008, збірка композицій, викладених на сайті) | * Origin (2008, збірка композицій, викладених на сайті) |
| #                                                       | Назва                                                   | Тривалість                                              |
| ------------------------------------------------------- | ------------------------------------------------------- | ------------------------------------------------------- |
| 1.                                                      | «Hero (Remaster)»                                       | 4:26                                                    |
| 2.                                                      | «Nemesis»                                               | 4:57                                                    |
| 3.                                                      | «I Turn to You»                                         | 5:19                                                    |
| 4.                                                      | «Winterstorm»                                           | 4:06                                                    |
| 5.                                                      | «The Wired»                                             | 4:41                                                    |
| 6.                                                      | «Origin v2»                                             | 4:38                                                    |
| 7.                                                      | «Fighters from Ninne v2»                                | 3:13                                                    |
| 8.                                                      | «Earthbound»                                            | 4:50                                                    |
| 9.                                                      | «Anthem Apocalyptica»                                   | 3:25                                                    |
| 10.                                                     | «Masquerade»                                            | 4:53                                                    |
| 11.                                                     | «Hybrid»                                                | 3:56                                                    |
| 48:42                                                   |                                                         |                                                         |

| * Arcade (2008, збірка композицій, викладених на сайті) | * Arcade (2008, збірка композицій, викладених на сайті) | * Arcade (2008, збірка композицій, викладених на сайті) |
| #                                                       | Назва                                                   | Тривалість                                              |
| ------------------------------------------------------- | ------------------------------------------------------- | ------------------------------------------------------- |
| 1.                                                      | «The Great Gianna Sisters»                              | 4:34                                                    |
| 2.                                                      | «Kings of the Scene» (With SounDemoN)                   | 3:29                                                    |
| 3.                                                      | «Timeline»                                              | 4:37                                                    |
| 4.                                                      | «Follower»                                              | 3:17                                                    |
| 5.                                                      | «Missing Link»                                          | 4:34                                                    |
| 6.                                                      | «Arcade»                                                | 5:50                                                    |
| 7.                                                      | «Sidstyler»                                             | 3:15                                                    |
| 8.                                                      | «March of the Undead 2»                                 | 4:30                                                    |
| 9.                                                      | «Attack Music»                                          | 3:45                                                    |
| 10.                                                     | «Cryosleep»                                             | 5:49                                                    |
| 43:40                                                   |                                                         |                                                         |

| * Fury (2008, збірка композицій, викладених на сайті) | * Fury (2008, збірка композицій, викладених на сайті) | * Fury (2008, збірка композицій, викладених на сайті) |
| #                                                     | Назва                                                 | Тривалість                                            |
| ----------------------------------------------------- | ----------------------------------------------------- | ----------------------------------------------------- |
| 1.                                                    | «Bouff»                                               | 3:16                                                  |
| 2.                                                    | «Soundtrack to the Rebellion»                         | 6:00                                                  |
| 3.                                                    | «Legion of Stoopid (Remaster)»                        | 4:53                                                  |
| 4.                                                    | «Multiball»                                           | 6:45                                                  |
| 5.                                                    | «Hubnester Inferno»                                   | 4:15                                                  |
| 6.                                                    | «Loot Burn Rape Kill Repeat»                          | 2:41                                                  |
| 7.                                                    | «Fury 2007»                                           | 5:10                                                  |
| 8.                                                    | «Steve's Quest»                                       | 3:21                                                  |
| 9.                                                    | «Sidology 1 — SID Evolution»                          | 5:48                                                  |
| 10.                                                   | «Sidology 2 — Trinity»                                | 12:50                                                 |
| 11.                                                   | «Sidology 3 — Apex Ultima»                            | 7:00                                                  |
| 61:59                                                 |                                                       |                                                       |